# For Noise Festival
Le For Noise Festival, aussi appelé Lausanne/Pully For Noise Festival ou simplement For Noise, est un ancien festival musical organisé dans la commune de Pully, à l'est de Lausanne, dans le canton de Vaud, en Suisse. Il était organisé chaque été de 1997 à 2016.

## Histoire
La première édition du festival a eu lieu dans le but de fêter les 5 ans de l'Abraxas Music Club, club qui a vu le jour en décembre 1991, mais dont la première saison régulière s'est déroulée en 1992. Le For Noise Festival proposait une programmation centrée sur le rock alternatif et ses diverses facettes, tout en restant ouverte à l’ensemble des genres musicaux electro, hip-hop, et jazz. Le For Noise ouvrait une large part de son programme aux groupes locaux suisse romands, tout en étant un espace de découverte pour des artistes suisses allemands encore inconnus dans la partie francophone du pays. Le festival a souvent développé des contenus extra-musicaux originaux à leur époque comme le VJing, des expositions, des silent-disco, des performances improvisées ou un juke-box humain.
Le For Noise Festival faisait partie de l’association De Concert!. Il est introduit dans cette organisation internationale par le festival des Eurockéennes de Belfort (par ailleurs fondateur de l’association). Le festival accueille près de 8 000 personnes en 2012, et 7 000 personnes en trois soirées en 2013. La 14e édition est organisée l'année suivante, en 2014, avec un budget de 800 000 francs suisses et une équipe de 170 bénévoles.
Le For Noise Festival met fin à son aventure, le 20 août 2016, après 20 ans d'activité,. Il dit adieu à son public en organisant une 20e et dernière édition concentrée sur une soirée, intitulée Good Bye For Noise, qui dure jusqu'à 4 h du matin,. En décembre 2019, l'Association Goodbye For Noise publie, à la suite de l'arrêt du festival (et chargée de la mémoire de ce dernier), un livre/objet souvenir, coffret collector. En 2021, une édition anniversaire est organisée cinq ans jour pour jour après la fin du For Noise.

## Participants notables
- 1997 : James Taylor Quartet, Nada Surf, Carter USM...

- 1998 : Chokebore, Three Colours Red, Polar, Corduroy...

- 1999 : Urban Species, Dionysos, Watcha...

- 2000 : Lovebugs, Skatalites, Venus, Mich Gerber...

- 2001 : Tindersticks, Lali Puna, Pink Martini, Kat Onoma, Asian Dub Foundation, Hooverphonic, Swandive, La Ruda Salska, The Shell, Little Rabbits, My Head is a Nightclub, Magicrays, Hellsuckers, Chung, Reverend Beat-Man, Wonderspleen, Parazit, Reiziger, Heioka, Sludge, Tied + Tickled Trio, Michael J. Sheehy, Gustav, Valium Speed, Gabardine, Brandtson, Unwed Sailor...

- 2002 : Dominique A, Sneaker Pimps, Patrice, Linton Kwesi Johnson, Chokebore, Tété, Bionik Funk Team, Lio M and David'Drums, Favez, Scumbucket, Houston Swing Engine, Bela, Disco Doom, Pelzig, Dub Wiser, Seven hate, Tastes Like Chicken, The Never Evers, Hillbilly moon Explosion, The Steve Austin Experience...

- 2003 : Lamb, Slut, Randy, Arno, Katerine, Avril...

- 2004 : Calexico, SOPHIA, Sole/Mansbestfriend, Florent Marchet, Spiritualized, Gonzales, Roni Size, Nouvelle Vague, The Good Life, Magicrays, Highfish, Jet Set, Tim Patience Watch, Aziz, Opak, The Evpatoria Report, Aldebert, Voodoocake, Beaumont, Cyann & Ben, MC Tali Live, The Bahareebas, The Peacocks, Freebase Corporation, Camp...

- 2005 : Dinosaur Jr., The Kills, Feist, Elysian Fields, Ska-P, The Wedding Present, Rinôçérôse, Yo La Tengo, Honey For Petzi, Calc, Toboggan, Big Pants, A Red Season Shade, Tokyo Sex Destruction, N&SK, Harmful, The Monsters, Package, The Come’n Go, Grand Bastard Deluxe, Free Cheese For All, ich möchte ein eicher sein Feat. Staubsauger, Love Motel, Kid Chocolat + Bellwald + Mlle Shalala & The Knack, To the Vanishing Point, Pokett...

- 2006 : Fischerspooner, Yann Tiersen, Celtic Frost, Puppetmastaz, Art Brut, Why?, Lambchop, Emily Loizeau, Motorpsycho, The BellRays, Femmes Friquées, Reverse Ebgineering, Monkey 3, Larytta, Solitune, Round Table Knight, Solange la Frange, K, King Khan and tis Shrines, The Giant Robots, Mars Attacks, King Automatic, Martin Rewki, Luz, Sylvain Chauveau et Ensemble Nocturne, Fauve, Stevans, Sigurd, Les Géants d'Anne, Hell's Kitchen, Fortuna...

- 2007 : Archive, !!!, DJ Krush, The Young Gods Play TV Sky, Liars, Just Jack, Rocé, WhoMadeWho, Das Pop, Hawnay Troof, Solange la Frange, El Guapo Stuntteam, Kutti MC and Band, Sinner DC, Soften, The Experimental Tropic Blues Band, Heidy Happy, Love Gangsta Crew, Hemlock Smith, Perrine et les Garçons, Peter Digital Orchestra, Ventura, Les Poisons Autistes, The Lundegaards, Pascal Greco/Gina and Tony, Climax, Sonotone/Motiongraphics.ch, Ja Gern...

- 2008 : Tricky, Mercury Rev, Sébastien Tellier, Birdy Nam Nam, Syd Matters, Zoot Woman, M83, Bang Gang, Antipop Consortium, Adam Kesher, Hushpuppies, 20 Box Stories, Fucking Beautiful, H-Burns, Kassette, Guess What, Evelinn Trouble, Rectangle, Jono McClerry, The Mondrians, Rizzoknor, Riond et les Groupies, Leech, Digital Native, Gregorythme, DJ Gingembre, Luft, Michel Cleis, Sonotone, Leclerc and Luz...

- 2009 : Jarvis Cocker, Moriarty, The Streets, Metronomy, Erik Truffaz, Sly Jonhson and Pipon Garcia, The Heavy, Ebony Bones, Ghinzu, The Black Angels, Anna Aaron, Deerhunter, Revolver, Larytta, Brutus, Mama Rosin, La Gale et Rynox, Xewin, The Rambling Wheels, Artonwall, Last Torridas, The Monofones, Digital Natives, Luluxpo, Born Bjorn, DJ Tanguy, DJ Leclerc

- 2010 : The National, Jónsi[Lequel ?], Peaches, The Fall, Moderat, The Eighties Matchbox B-Line Disaster, Caribou, The Kissaway Trail, Get Well Soon, Fool's Gold, Local Natives, My Heart Belongs to Cecilia Winter, Make the Girl Dance, Nya, CALLmeKAT, Your Fault, Televator, Boogers, Ventura, Televator ToystonerShow, Nya, The Jackets, Your Fault, Buvette, Mmmh, Styro 2000, Mashup, Magic Mixer (Electrofraise), Limic Aka Liom, DJ Leclerc...

- 2011 : Blonde RedHead, Elbow, Death in Vegas, Trentemoller, Wild Beast, Twin Shadow, The Raveonettes, Suuns, Crookers, Saul Williams, The Antlers, Honey For Petzi, Oy, Piano Chat, We Loyal, Mars Red Sky, Peter Kernel, Uberreel, Chapter, Meril Wublsin, The Golden, Kistsuné Club Night feat. Logo Live and Jerry Bouthier, Bauchamp, Poor Record Night feat. The Scribblers, Love Motel &Sal P/LiquidLiquid, DJ Tanguy, DJ Leclerc...

- 2012 : Patti Smith and her band, Grandaddy, Feist, dEUS, The Divine Comedy, Of Montreal, We Are Augustines, Digitalism, Junior Boys, Infadels, Mina Tindle, Lescop, Merz, Von Pariahs, DIIV, The Bianca Story, The Awkwards, Nick Porsche, Take Me Home, Domi Chansorn, The Legendary Lightness, Reza Dinally, Pet Conspirancy, The Labrats Bugband, Cheyenne...

- 2013 : Franz Ferdinand, Eels, Tomahawks, Crystal Castles, Wire, The Horrors, Hanni el Katib, Poliça, The Soft Moon, Veto, Rangelklods, French Cowboy and the One, The Animen, Grand Pianoramax, Camilla Sparksss, Lune Palmer, A Crashed Blackbird called Rosehip, Widdershins, Palko!muski, Sunsit, The Wild Guys, JJ & Palin, John Deer, mrs. Burroughs, Emilie Zoé, Dead Sexy...

- 2014 : Blondie, Beirut, Kaiser Chiefs, Other Lives, Thurston Moore, Superdiscount 3, Jean-Louis Murat, Balthazar, The Goastt, Anna Aaron, When Saints go Machine, Sean Nicolas Savage, Puts Marie, Adult Jazz, Billie Bird, Tape Tum, veveine, Wolfman, Quintron and Miss Pussycat, Gaspard Royant, The Giant Robots, Samba de la Murte, Adieu Gary Cooper, Sion Russel Jones, Bit Turner, Jeanne Added, Beauchamp, The Wild Guys, Thomaten und beeren, Duck Duck Gey Duck, Blind Butcher, Baby Genius, Francis Francis, Lady Black Sally, Larytta DJ Set...

- 2015 : FFS (Franz Ferdinand and Sparks), Ride, Róisín Murphy, Young Fathers, Jungle, Patrick Watson, Owen Pallett, Dan Deacon, Black Strobe, Mini Mansions, Isaac Delusion, Ought, Great Mountain Fire, Fai Baba, Klaus Johann Grobe, Husbands, Urban Junior, CRISTALLIN, FlexFab, Kid Francescoli, Labrador City, MellaNoisEscape, Pandour, Ølten, KnoR, Don’t Kill the Beast, Schwarz, Loreley and Me, Leon, Maddam, Le Roi Angus, Cycle Opérant, Moloko[10]...

- 2016 (Good Bye For Noise) : Ghinzu, Jaakko Eino Kalevi, Flying Horseman, Anaemia, The Giant Robots, Chewy, Anarchic Show with Braziliers, Ropoporose, Time to Say Goodbye Party by Leclerc...